# 潘荣文
潘荣文（1931年7月—2022年7月1日），女，汉族，江苏徐州人，中华人民共和国妇产科军医。吕士才之妻。

## 生平
1949年5月参加中国人民解放军，1953年10月，为第二军医大学医科学员。1953年10月至1961年6月，任解放军总医院妇产科军医。1955年7月，加入中国共产党。1961年6月至1978年12月任第二军医大学第二附属医院军医、主治军医。1978年12月至1983年6月，任第二军医大学第二附属医院妇产科教研室主治军医、讲师。1983年6月至1998年4月，任第二军医大学第二附属医院副院长、党委常委、副主任医师、主任医师、副教授、教授。1979年荣获全国三八红旗手称号。1998年4月被授予中国人民解放军胜利功勋荣誉章。2019年被授予庆祝中华人民共和国成立70周年纪念章。此外还担任中共第十二届中央候补委员。2022年7月1日21时56分在上海逝世，享年91岁。